# Commoptera solenopsidis
Commoptera solenopsidis är en tvåvingeart som beskrevs av Charles Thomas Brues 1901. Commoptera solenopsidis ingår i släktet Commoptera och familjen puckelflugor.
Artens utbredningsområde är Texas. Inga underarter finns listade i Catalogue of Life.